# Hlinka
Hlinka (niem. Glemkau) – gmina w Czechach, w powiecie Bruntál, w kraju morawsko-śląskim. Według danych z dnia 1 stycznia 2012 liczyła 220 mieszkańców. Hlinka leży przy granicy z Polską, a najbliższym miastem w Polsce jest leżący w odległości 4 km Prudnik.

## Turystyka
12 i 16 lipca 2010, w ramach organizowanego w Prudniku VI Europejskiego Tygodnia Turystyki Rowerowej, w którym wzięli udział rowerzyści z całej Europy, przez Hlinkę prowadziły trasy „Szlakiem Pielgrzyma” i „Szlakiem pogranicza polsko-czeskiego”.